# 陸禕
陸禕（?—?），字元容，吴郡吴县（今江苏省苏州市）人。东吴将领陆凯之子。
陸祎开始为黄门侍郎，出领部曲，拜为偏将军。拜太庙要选兼大将军领三千兵作为护卫，陸凯推荐丁奉。孙皓想用留平。陆凯让儿子陆祎和留平商量。留平素与丁奉有矛盾，陆祎未及说出陆凯的意思，留平对陆祎说：“听说野猪入丁奉营，这是凶兆。”有喜色。陆祎于是不敢说，回去，告诉陆凯。建衡元年（269年）陆凯去世后，入为太子中庶子。右国史华覈上表推荐陆祎：“陸祎体质方正刚烈，器量才幹强实坚固，他统率的才能，鲁肃也超不过。当下被召入京城，径直回都，经过武昌（今湖北省鄂州市），不到家中探望，器械军资，一无所取，在军中果毅，面对财物有节操。夏口（今湖北省武汉市）是敌人的冲要，宜选名将镇戍，我认为陸祎是镇守军事重镇夏口的理想人选。”天册元年，陆胤的儿子陆式与从兄陆祎都流放到建安郡（今福建省建瓯市）。